# Eldon Lane
Eldon Lane – wieś w Anglii, w hrabstwie Durham. Leży 16 km na południe od miasta Durham i 363 km na północ od Londynu.